# Abel Ramírez Águilar
Pour les articles homonymes, voir Aguilar.
Abel Ramírez Águilar, né le 22 mai 1943 à Mexico et mort le 19 juillet 2021 dans la même ville, est un sculpteur mexicain.

## Biographie
Abel Ramírez Águilar a gagné de nombreux prix, non seulement pour ses œuvres sculptées dans le bois, mais aussi, en pierre ou en métal et depuis quelque vingt années[Quand ?], il sculpte la glace et la neige.

## Son œuvre

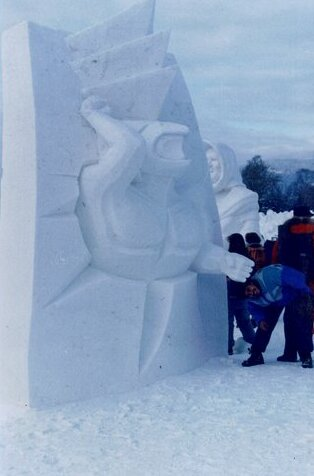
Sculpture sur neige réalisée à Lillehammer, Norvège
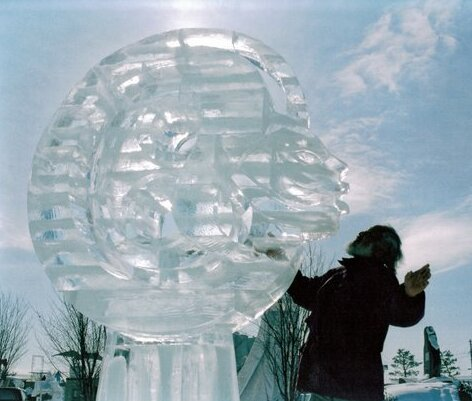
Ramírez Aguilar avec sa réalisation sur glace, au Japon
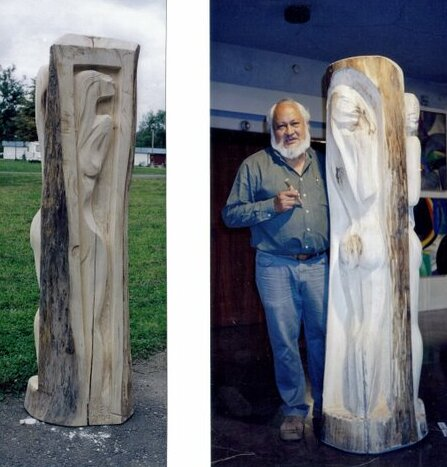
Abel Ramírez Aguilar avec son œuvre en Pologne